# Oedipus (Rihm)
Oedipus ist eine Oper (Originalbezeichnung: „Musiktheater“) in zwei Teilen von Wolfgang Rihm mit einem selbst zusammengestellten Libretto nach Sophokles’ Oedipus der Tyrann in der Übersetzung von Friedrich Hölderlin, Friedrich Nietzsches Oedipus. Reden des letzten Philosophen mit sich selbst und Heiner Müllers Ödipuskommentar. Sie wurde am 4. Oktober 1987 an der Deutschen Oper Berlin uraufgeführt.

## Handlung
Rihm fragmentierte die bekannte Handlung des Ödipus-Mythos und stellte sie in neue Zusammenhänge. Das Werk ist in insgesamt 21 Abschnitte unterteilt. Die äußere Handlung, die sich weitgehend an Sophokles’ Vorlage orientiert, findet in sechs dramatischen Szenen statt. Die Vergangenheit des Oedipus  erscheint in drei Erinnerungsbildern im Bühnenhintergrund: Oedipus und die Sphinx, ein durch eine Felswüste humpelndes Kind und das Handgemenge an der Weggabelung. Den Nietzsche-Text nutzte Rihm für vier innere Monologe, in denen Oedipus über sich selbst nachdenkt. Fünf Auszüge aus Heiner Müllers Ödipuskommentar beleuchten die Ereignisse aus einer objektiveren Sicht.
Zu Beginn wird Oedipus von der Sphinx (dargestellt von vier Sopranen) bedroht. Er muss das von ihr gestellte Rätsel lösen und kann sich mit seiner Antwort „Der Mensch“ befreien. Die Einwohner Thebens, dessen König Oedipus nun ist, leiden unter einer Pestepidemie. Um den Grund für diese Plage herauszufinden, hat Oedipus seinen Schwager Kreon zum Orakel von Delphi geschickt. Er erfährt, dass die Ursache der bislang ungerächte Mord an seinem Thron-Vorgänger Laios ist. Oedipus schwört, die Täter aufzuspüren und ihrer Strafe zuzuführen. Durch den blinden Seher Tiresias erfährt er, dass er selbst der gesuchte Mörder ist. Die Handlung hält für einen Moment inne, während Oedipus über seine Vergangenheit nachdenkt und seine Gedanken durch Lautsprecherstimmen hörbar werden. Da er den Vorwürfen noch keinen Glauben schenkt, vermutet er zunächst eine Intrige Kreons, der Tiresias gegen ihn aufgebracht haben könnte. Erst während eines Gesprächs mit seiner Frau Jokasta erinnert er sich, dass er seinerzeit auf dem Weg nach Theben im Kampf einen alten Mann erschlagen hatte (die Szene ist als lebendes Bild im Hintergrund der Bühne zu sehen). Dieser war offenbar Laios, der damalige König Thebens und Gatte Jokastas, die Oedipus später selbst ehelichte. Ein Bote erscheint mit der Nachricht, dass Oedipus’ Vater Polybos gestorben sei. Der sei jedoch nicht sein wirklicher Vater gewesen, sondern habe Oedipus lediglich aufgezogen. Er selbst (der Bote) habe Oedipus als Kind mit vernähten Zehen von einem Hirten erhalten und Polybos übergeben. Oedipus erfährt nach und nach weitere Hintergründe: Er ist wirklich der Sohn Laios’ und Jokastas und wurde von diesen aufgrund eines Orakels, er werde seinen Vater töten und seine Mutter heiraten, dem Tod überantwortet. Lediglich das Mitgefühl der Hirten rettete ihn damals. Als Jokasta die Tragweite dieser Wahrheit begreift, erhängt sie sich selbst. Oedipus findet ihre Leiche und blendet sich daraufhin mit ihren goldenen Kleiderspangen. Jetzt ist er zwar körperlich blind, doch auf andere Weise sehend geworden. Kreon verbannt ihn aus der Stadt. Seine Kinder muss Oedipus zurücklassen. Eine Frau (von der Sängerin der Jokasta gesungen) klagt mit ihm gemeinsam. Kreon ruft ihm nach: „Seht sein Beispiel, der aus blutigen Startlöchern aufbricht in der Freiheit des Menschen“. Er bricht in hysterisches Lachen aus.

## Gestaltung

### Orchester
Die Orchesterbesetzung enthält die folgenden Instrumente:
- Holzbläser: eine Flöte (2. auch Piccolo), zwei Oboen, zwei Englischhörner (2. auch Oboe), vier Klarinetten (davon zwei Bassklarinetten), zwei Fagotte, zwei Kontrafagotte
- Blechbläser: vier Hörner, vier Trompeten (auch zwei hohe Trompeten), vier Posaunen
- Schlagzeug (sechs Spieler)
- zwei Harfen (elektrisch verstärkt)
- Klavier
- zwei Violinen
- Bühnenmusik (von Oedipus und Jokasta gespielt): eine große hängende Metallplatte, eine große Holzfasstrommel

### Libretto
Der Text erscheint durch die Aufsplitterung in unterschiedliche Ebenen stark verrätselt und emotionalisiert. Dadurch erreicht Rihm eine „komplexe, prismatisch wirkende Vervielfältigung und immense Steigerung der Bedeutungsschichten, eine Verschärfung des Mythos“ (Wolfgang Schreiber) und verbindet den Mythos mit der Gegenwart. Ulrich Schreiber empfand diese „intellektuelle Ballung der Bedeutungsebenen“ als „Übermaß an Sinnvermittlung“, das letztlich „weniger zu deren Vertiefung als zu ihrer Selbstaufhebung“ führe. Das Partiturmanuskript schließt mit den möglicherweise selbstkritischen Worten „Die Welt zerdacht. Und Raum und Zeiten und was die Menschheit wob und wog, Funktion nur von Unendlichkeiten – die Mythe log“ (Gottfried Benn: Verlorenes Ich, 1943).

### Musik
Musikalisch fallen die massiven Einsätze von Blechbläsern und Schlagwerk auf, die „Aufschrei und Protest“ abbilden. Die hohen Holzbläser evozieren durch lange Klangbänder Kopfschmerzen wie die Qualen des Oedipus. Nach der Selbstblendung des Oedipus sind es zwei duettierende Soloviolinen, die Oedipus von nun an dauerhaft bis in „fernste Ferne“ begleiten. Außerdem gibt es immer wieder Phasen der Stille und verschiedenartige Geräusche. Das Orchester unterstützt im Wesentlichen die Worte der Protagonisten. Vorherrschend sind die höchsten und die tiefsten Lagen sowie starke dynamische Gegensätze. Die Klangwelt wirkt blockartig in einzelne „Klangpunkte“ zerteilt. Cluster und heftige Schlagzeug-Ausbrüche heben den apokalyptischen Gesamtcharakter des Werks hervor. Der Chor erscheint sowohl als 16-stimmiger Männerchor der Ältesten auf der Bühne als auch als gemischter Sprech- und Sing-Chor vom Band. Rihm selbst beschrieb die aggressive Tonsprache dieser Oper mit den Worten: „der Klang ist hier Waffe – oder Skalpell?“

## Werkgeschichte
Wolfgang Rihm komponierte dieses „Musiktheater“ in den Jahren 1986 und 1987 im Auftrag der Deutschen Oper Berlin. Das Libretto stellte der Komponist selbst zusammen. Es basiert auf der von Friedrich Hölderlin übersetzten Textfassung von Sophokles’ Drama Oedipus der Tyrann sowie Friedrich Nietzsches nachgelassenem Fragment Oedipus. Reden des letzten Philosophen mit sich selbst. Ein Fragment aus der Geschichte der Nachwelt und Heiner Müllers Ödipuskommentar.
Die dortige Uraufführung fand am 4. Oktober 1987 unter der Leitung des Dirigenten Christof Prick statt. Die Inszenierung stammte von Götz Friedrich, die Ausstattung von Andreas Reinhardt. Es sangen Andreas Schmidt (Oedipus), William Pell (Kreon), William Dooley (Tiresias), Lenus Carlson (Bote), William Murray (Hirte), Emily Golden (Jokasta).:15156 Die Aufführung war erfolgreich. Sie wurde live von den dritten Programmen im deutschen Fernsehen übertragen.
Bei den Wiener Festwochen 1989 wurde das Werk im Wiener Konzerthaus unter der Leitung von Michael Gielen konzertant gespielt. Richard Salter sang den Oedipus und Dunja Vejzovic die Jokasta.
Das Werk wurde 1991 in einer englischen Textfassung von Carol Borah Palca von der Santa Fe Opera unter dem Dirigenten George Manahan aufgeführt. Regie führte Francesca Zambello. Bruno Schwengl steuerte Bühne und Kostüme bei. Die Hauptdarsteller waren Rod Gilfry (Oedipus), David Rampy (Kreon), William Dooley (Tiresias), Peter Van Derick (Bote), Patryk Wroblewski (Hirte) und Emily Golden (Jokasta).
2003 gab es eine szenische Neuproduktion der Theater Krefeld und Mönchengladbach. Hier leitete Kenneth Duryea die Niederrheinischen Sinfoniker. Regie führte Gregor Horres. Die Bühne stammte von Kirsten Dephoff. Johannes M. Kösters die Titelrolle, Carola Guber die Jokasta, Ronald Carter den Kreon und Michael Tews den Tiresias.

## Aufnahmen
- 4. Oktober 1987 – Christof Prick (Dirigent), Götz Friedrich (Inszenierung), Andreas Reinhardt (Ausstattung), Orchester und Chor der Deutschen Oper Berlin.
 Andreas Schmidt (Oedipus), William Pell (Kreon), William Dooley (Tiresias), Lenus Carlson (Bote), William Murray (Hirte), Emily Golden (Jokasta).
 Video; Live-Mitschnitt der Uraufführung aus der Deutschen Oper Berlin.
 Arthaus Musik (DVD).[9]:15156
- 30. Mai 1989 (?) – Michael Gielen (Dirigent), Chor und Symphonie-Orchester des ORF Wien.
 Richard Salter (Oedipus), William Pell (Kreon), William Dooley (Tiresias), Rudolf Katzböck (Bote), Claudio Otelli (Hirte), Dunja Vejzovic (Jokasta).
 Radiosendung.[9]:15154[10]